# 桑德敦 (特拉華州)
桑德敦（英語：Sandtown）是位於美國特拉華州肯特縣的一個非建制地區。該地的面積和人口皆未知。

## 地理
桑德敦的座標為39°02′00″N 75°43′08″W / 39.03333°N 75.71889°W，而該地的平均海拔高度為18米（即59英尺）。